# رئوبن آگبولا
رئوبن آکبولا (انگلیسی: Reuben Agboola؛ زادهٔ ۳۰ مهٔ ۱۹۶۲) بازیکن فوتبال اهل نیجریه است.
از باشگاه‌هایی که در آن بازی کرده‌است می‌توان به باشگاه فوتبال گوسپورت بورو، باشگاه فوتبال پورت ویل، باشگاه فوتبال چارلتون اتلتیک، باشگاه فوتبال ساوت‌همپتون، باشگاه فوتبال ساندرلند، باشگاه فوتبال ووکینگ، و باشگاه فوتبال سوانزی سیتی اشاره کرد.
وی همچنین در تیم ملی فوتبال نیجریه بازی کرده‌است.